# Niemirów (województwo podlaskie)

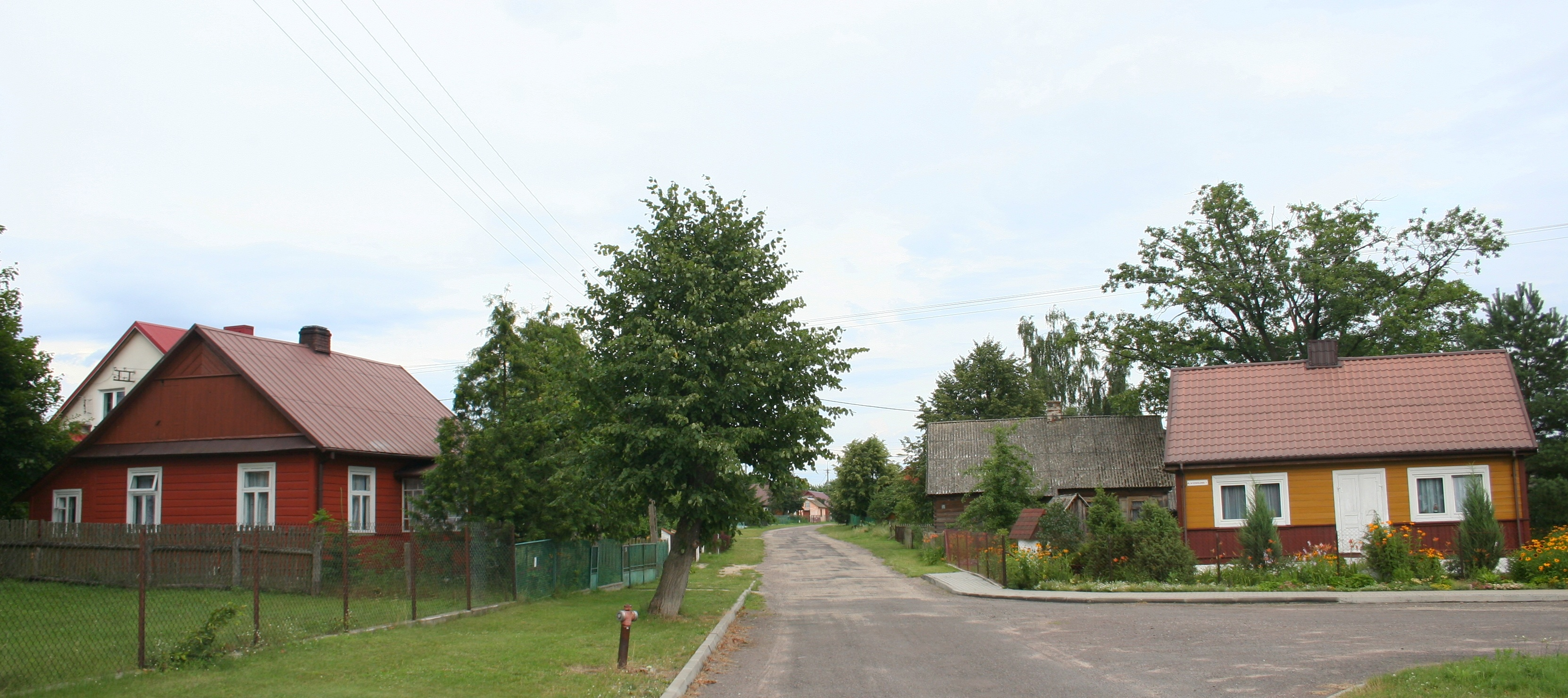
Fragment miejscowości z drewnianą zabudową

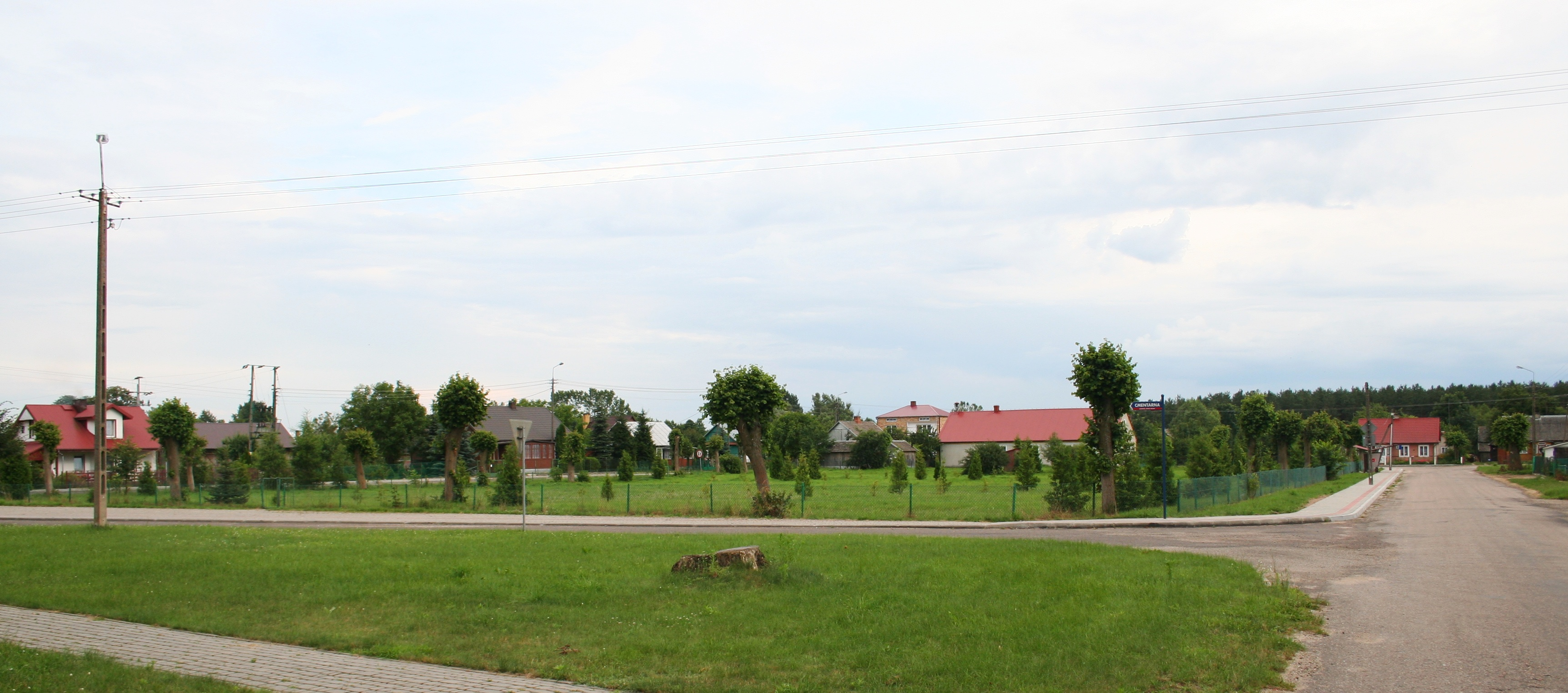
Plac w centralnej części miejscowości, dawny rynek

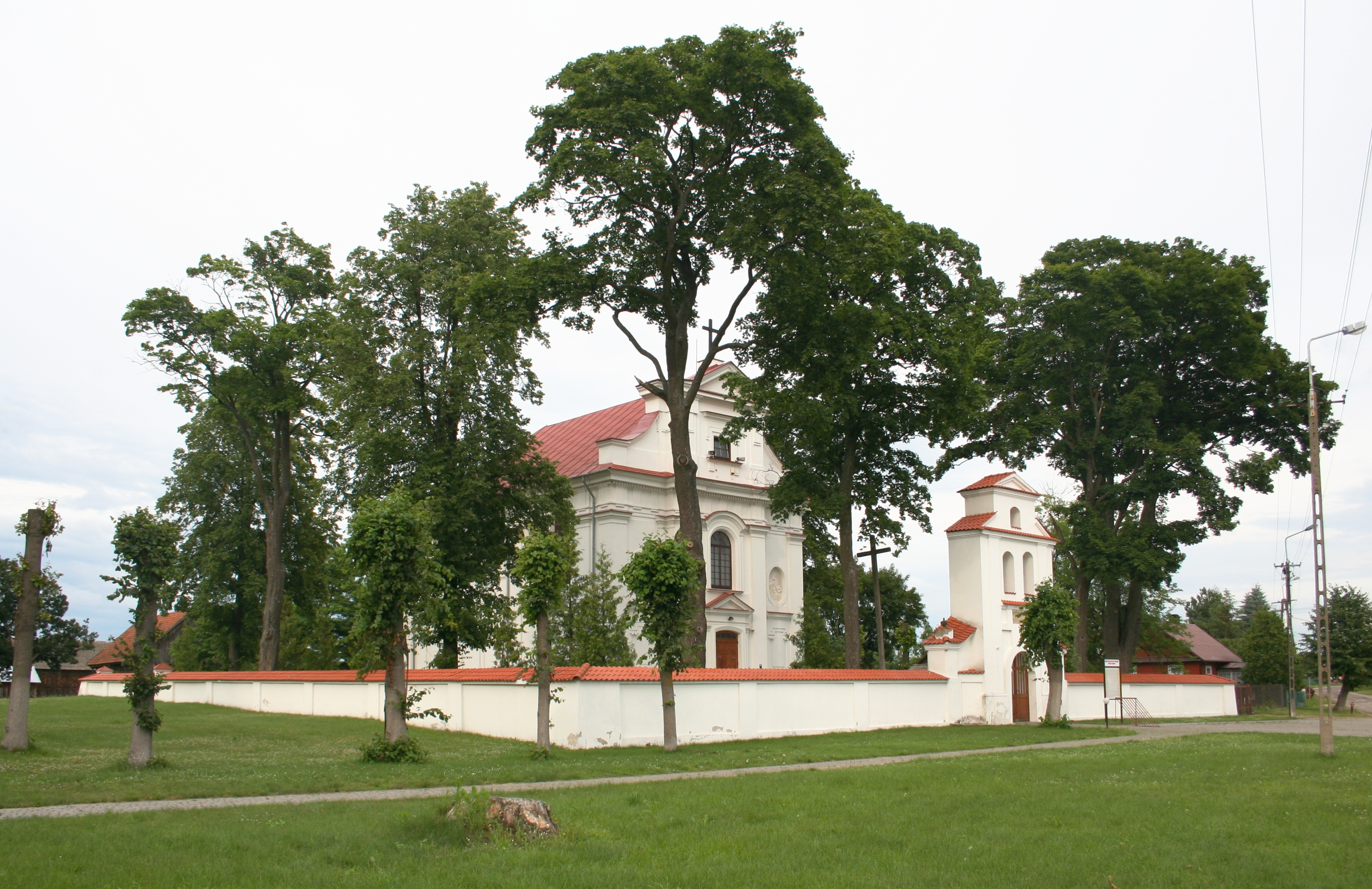
Kościół św. Stanisława Biskupa i Męczennika (2009)

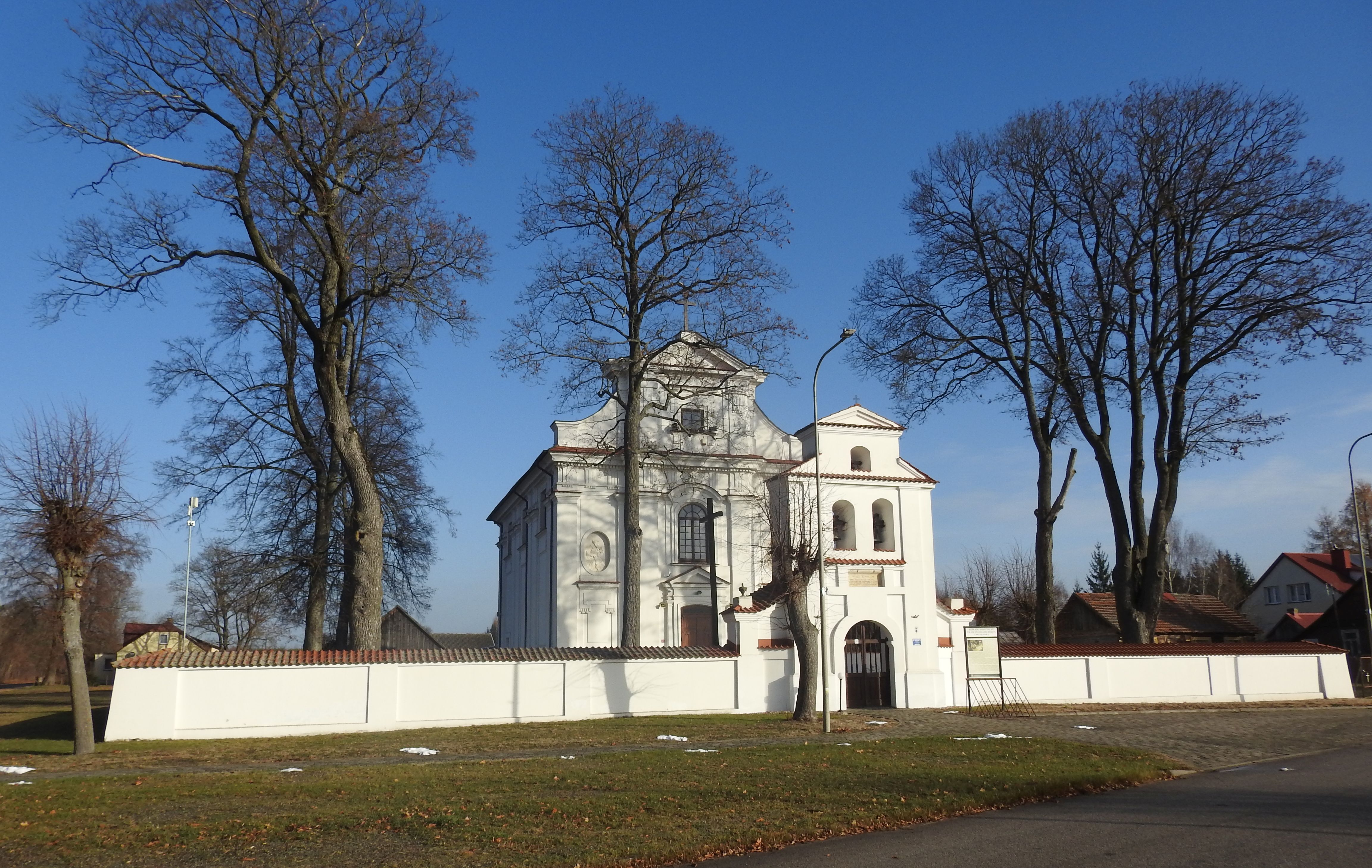
Kościół św. Stanisława Biskupa i Męczennika (2024)

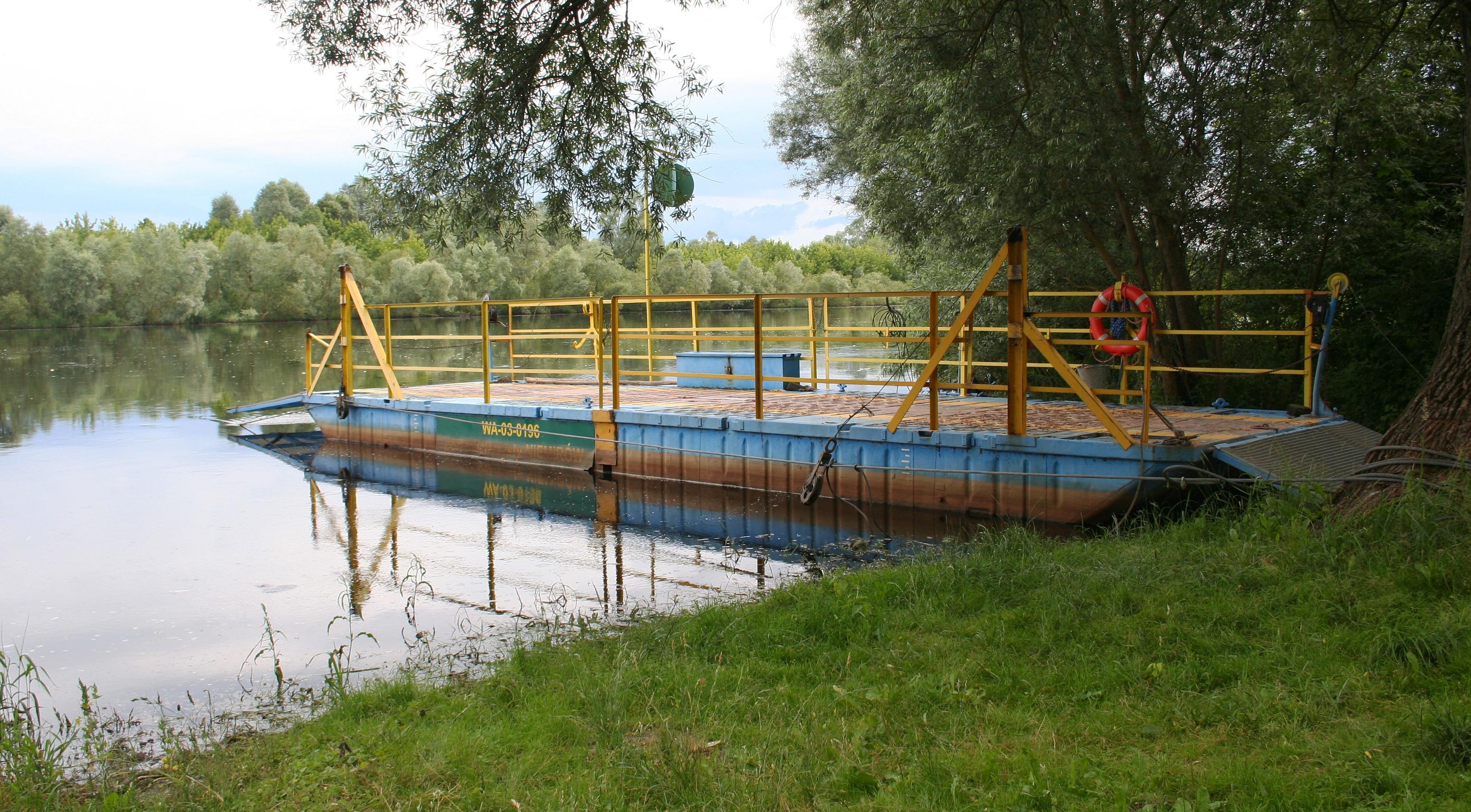
Prom na Bugu

Niemirów – wieś (dawniej miasto) w Polsce położona w województwie podlaskim, w powiecie siemiatyckim, w gminie Mielnik. Leży przy granicy z Białorusią, nad rzeką Bug, naprzeciw woj. lubelskiego.
Niemirów uzyskał lokację miejską w 1616 roku, zdegradowany w 1897 roku. W latach 1975–1998 miejscowość położona była w województwie białostockim.
Wieś jest siedzibą rzymskokatolickiej parafii św. Stanisława.

## Historia
W okolicy stwierdzono cmentarzyska z grobami w obstawie kamiennej (w typie mazowieckim) i kurhany (w typie ruskim) świadczące o istnieniu w XIII wieku w tym rejonie równoległego osadnictwa z zachodu i wschodu. Pierwszy gród powstał tu jednak już w XI-XII wieku. Pierwsze wzmianki o miejscowości pochodzą z roku 1495, kiedy nosiła nazwę Niwice. W 1548 r. wieś otrzymał od króla Zygmunta Augusta Stanisław Niemira herbu Gozdawa z Ostromęczyna. Jego wnuk Stanisław Niemira, kasztelan podlaski, uzyskał dla miejscowości prawa miejskie i zmienił nazwę na dzisiejszą. Położenie przy drodze handlowej i przeprawie przez Bug sprzyjało rozwojowi miasta. W 1620 r. właściciele wytyczyli duży rynek i ufundowali kościół. Od 1631 r. Niemirów występuje w dokumentach jako miasto. Po zniszczeniach potopu szwedzkiego i najazdu Rakoczego zostało tu w 1662 r. zaledwie 88 mieszkańców. W 1709 r. właścicielem miasta był chorąży mielnicki Antoni Niemira. Odbudowa miasta nastąpiła po 1738 r., kiedy właścicielem miasta został ród Czartoryskich. Za staraniem kanclerza wielkiego litewskiego księcia Michała Czartoryskiego, w roku 1775 Niemirów otrzymał od króla Stanisława II Augusta prawo do dwóch targów w tygodniu i dwóch jarmarków w roku, co spowodowało rozwój handlu i napływ ludności żydowskiej.
W latach 1795–1807 zbiegały się tu granice trzech zaborów.
W czasie zaborów Niemirów znalazł się w zaborze rosyjskim. W XIX wieku własność Niemojewskich i Szaniawskich, od 1851 własność rządowa. Podczas powstania styczniowego w pobliżu Niemirowa rozegrała się 4 lutego 1863 bitwa oddziału Romana Rogińskiego ze ścigającymi go wojskami rosyjskimi Iwana Nositza. Prawa miejskie Niemirów utracił ok. 1875 r.
Pod koniec XVIII wieku społeczność żydowska wybudowała niedaleko rynku drewnianą synagogę. W połowie XIX postawiono nową synagogę na miejscu poprzedniej. Również był to budynek drewniany. W jednym z pomieszczeń mieścił się cheder. W czasie kampanii wrześniowej, synagoga spłonęła podczas bombardowania miasteczka.
Według Powszechnego Spisu Ludności z 1921 roku wieś zamieszkiwało 777 osób, wśród których 557 było wyznania rzymskokatolickiego, 71 prawosławnego a 149 mojżeszowego. Jednocześnie 591 mieszkańców zadeklarowało polską przynależność narodową, 54 białoruską a 132 żydowską. Było tu 120 budynków mieszkalnych.
We wrześniu 1939 roku ludność została zmuszona przez władze radzieckie do opuszczenia miasta ponieważ na Bugu powstała granica radziecko-niemiecka. Część drewnianych domów przeniesiono do prowizorycznej osady pod lasem, oddalonej o ok. 1 km. Mieszkańcy wrócili po zajęciu terenów przez Niemców w 1941 r.

## Obiekty zabytkowe i turystyczne
O dawnej, miejskiej przeszłości Niemirowa świadczy jedynie zachowany układ urbanistyczny z prostokątnym rynkiem, zamienionym w ogrodzony plac z wychodzącymi z niego uliczkami. Przy niektórych zachowała się stara, drewniana zabudowa. 
- Kościół św. Stanisława barokowo-klasycystyczny przy północnej stronie rynku. Pierwotny drewniany z 1620 r. fundacji kasztelana podlaskiego Stanisława Niemiry i jego żony Ewy z Mogielnickich spłonął w 1775 r. Nowy murowany ufundowany został przez kanclerza Michała Fryderyka Czartoryskiego w 1780 r. Jego projektantem był prawdopodobnie Jan Samuel Becker. Po kilkuletniej przerwie w budowie ukończył ją w 1791 r. generał ziemi podolskich Adam Kazimierz Czartoryski zlecając ozdobienie stiukami wnętrz oraz frontonu. Po Powstaniu styczniowym zamknięty przez zaborców rosyjskich po 1866 r. W tym czasie nieskutecznie próbowano zamienić go w cerkiew. Zwrócony katolikom w 1905 roku. Kościół posiada barokowo-klasycystyczne wyposażenie z czasów budowy, m.in. żyrandol rokokowo-klasycystyczny, ambonę, klasycystyczny konfesjonał, obrazy w rokokowych snycerskich ramach. Wewnątrz tablica epitafijna dziedziczki miasta Teresy z Borzęckich Szaniawskiej (zm. 1813)[12].
- Brama z dzwonnicą z 1823 r. zbudowana przez ks. Marcina Niemyskiego w stylu barokowo-klasycystycznym. Całość założenie otacza mur. Na dzwonnicy znajdują się barokowe dzwony z XVIII w. odlane w Gdańsku i Warszawie.
- Nad rzeką znajduje się Góra Zamkowa, na którego czworobocznym szczycie o boku 25 metrów istniała w XVI wieku ufortyfikowana siedziba rodu Niemirów, którą otaczały fosa i wał. Warownia strzegła przeprawy przez rzekę, ku której biegła ulica Brzeska oraz była ośrodkiem dóbr. Góra Zamkowa leżała dawniej bezpośrednio nad Bugiem, który później zmienił koryto i płynie w odległości kilkuset metrów.
- resztki cmentarza żydowskiego  z XIX wieku, w lesie, tuż przy granicy, z zachowanymi nielicznymi macewami. Większość nagrobków została zniszczona przez żołnierzy radzieckich, którzy użyli ich do budowy schronów na Linii Mołotowa.
- betonowe schrony wschodzące w skład zbudowanej przez Sowietów w latach 1940-41 Linii Mołotowa: na polu za cmentarzem przy granicy oraz drugi 100 metrów od drogi z Niemirowa do Sutna. Była to pozycja polowa sowieckiej 49 dywizji strzeleckiej. Inne bunkry znajdują się między wsią Moszczona Królewska i Homoty, gdzie znajduje się 14 schronów.
- Nad Bugiem czynna jest przeprawa promowa (poza okresami, gdy Bug zalewa doprowadzającą do promu drogę). Najbliższy most przez rzekę znajduje się w odległych o ponad 25 km Kózkach.